# Helena Cortesina

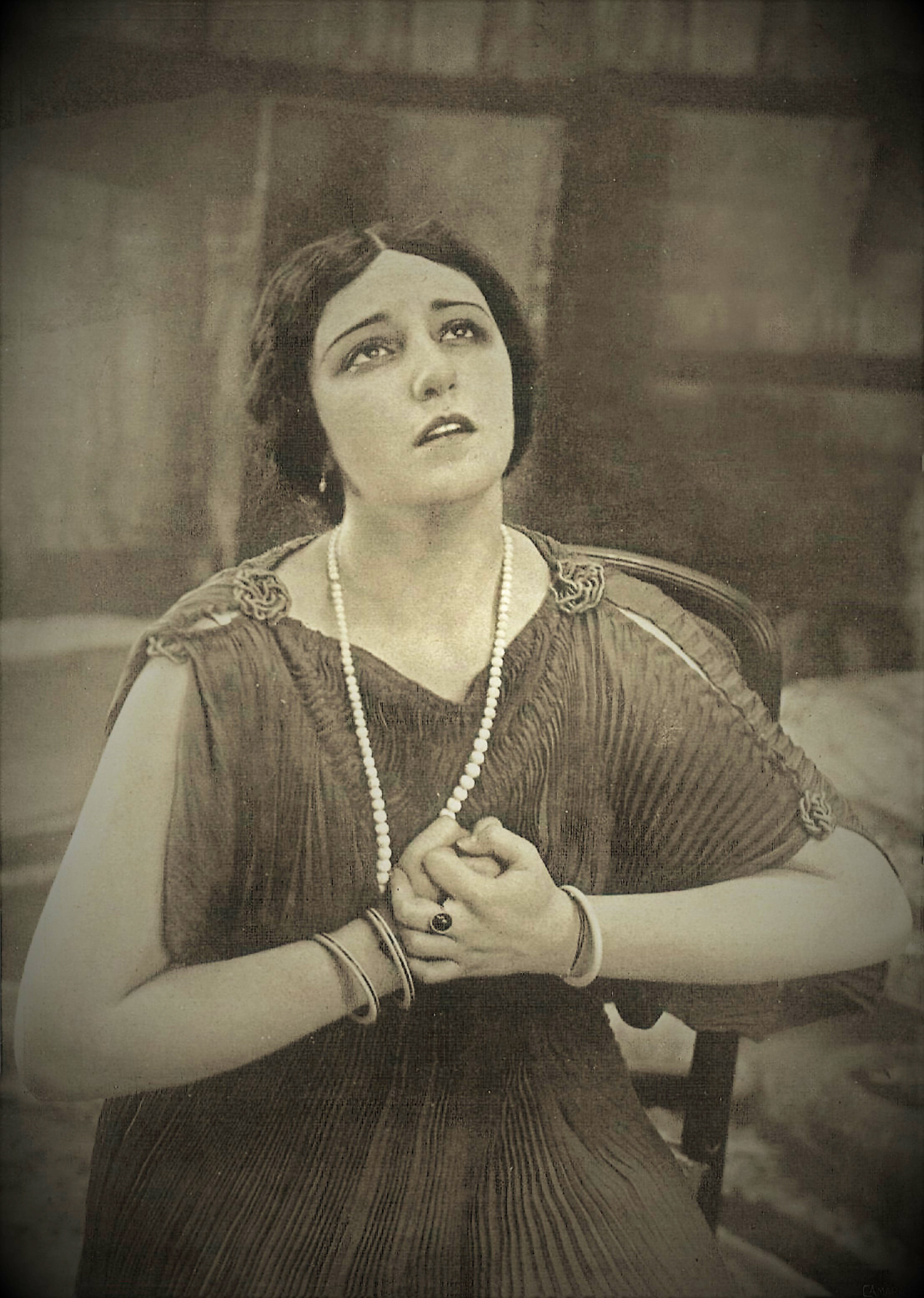
Helena Cortesina, 1921

Helena Cortesina (* 17. Juli 1903 in Valencia; † 8. März 1984 in Buenos Aires) war eine spanische Tänzerin, Schauspielerin und Regisseurin.

## Leben
Cortesina war die älteste Tochter einer Künstlerfamilie. Sie tourte als Jugendliche als Varietétänzerin durch Europa. Sie und ihre Schwestern Ofelia und Angelica Cortesina waren als Hermanas Cortesina bekannt. Als klassische Ballerina trat sie zur Musik spanischer Komponisten wie Isaac Albéniz, Manuel de Falla und Enrique Granados auf und wurde als Venus valenciana gepriesen. Dem Maler Joaquín Sorolla stand sie 1917 für das Gemälde Danzerinas griegas Modell.
Ihr Filmdebüt hatte sie 1920 in José Buchs’ Filmen La venganza del marino und La Inaccessible. Nach dem Erfolg dieser Filme produzierte sie 1921 nach dem Drehbuch von José María Granada den Film Flor de España, der auch ihre einzige Filmregiearbeit war. Sie kehrte dann zum Theater zurück und schloss sich der Company von Catalina Bárcena und Gregorio Martínez Sierra an. Dort lernte sie ihren Partner, den Bühnenbildner Manuel Fontanals kennen, mit dem sie zwei Kinder bekam. Später wurde sie Mitglied der Company von Lola Membrives, mit der sie in Stücken spanischer und argentinischer Autoren auftrat. Ihre Theaterarbeit brachte sie in Kontakt mit Künstlern wie Federico García Lorca, Rafael Alberti und María Teresa León.
Nach Ausbruch des Spanischen Bürgerkrieges emigrierte Cotesina nach Argentinien. Dort spielte sie u. a. in Edmundo Guibourgs Film Bodas en sangre (1838) an der Seite von Margarita Xirgu, Amelia de la Torre und Enrique Diosdado und gründete mit Andrés Mejuto eine eigene Theatercompany. Später ging sie nach Mexiko. In den 1950er Jahren kehrte sie nach Spanien zurück und trat dort in einigen Filmen auf.